# Tiki-Kultur

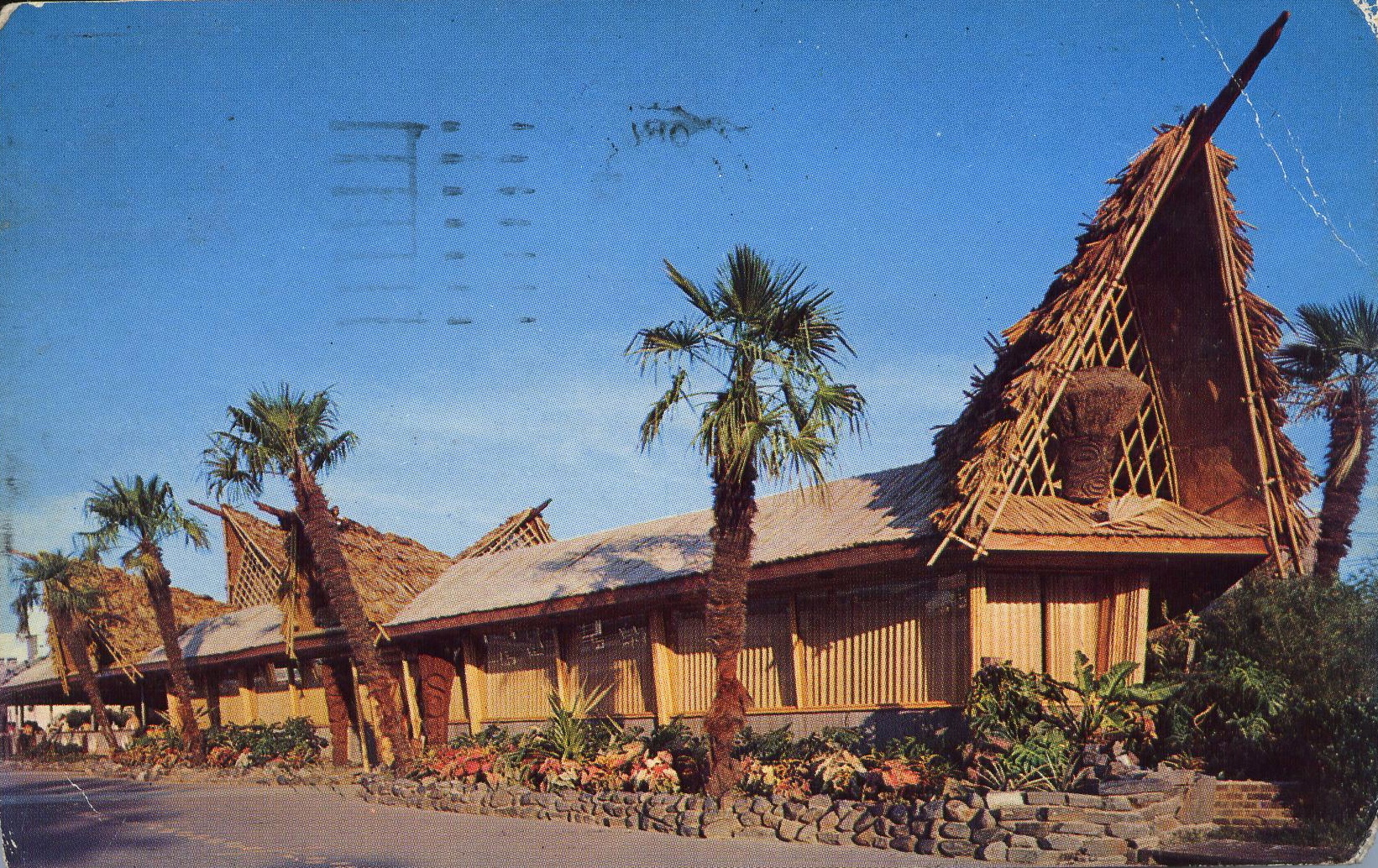
„The Bali Ha’i“, ein Restaurant in New Orleans in den 1950er Jahren

Die Tiki-Kultur oder der Tiki-Style oder auch polynesian pop bezeichnet eine Modewelle, die in die Gestaltung von unzähligen Kunst- und Alltagsgegenständen wie Cocktailbechern (tiki mugs), Lampen, Körperschmuck und Skulpturen sowie in die Wohnhaus-, Bar-, Restaurant- und Hotel-Architektur Eingang fand. Sie erreichte ihre Blüte in den späten 1950er bis frühen 1960er Jahren, vor allem nachdem Hawaii 1959 zum 50. Bundesstaat der USA geworden war.
In den 1970er Jahren ebbte die Exotik-Welle ab, in den 1980er Jahren begannen ihre Erzeugnisse im großen Stil aus dem öffentlichen Bild vor allem der USA wieder zu verschwinden. In dieser Zeit wurden die Relikte einer kaum thematisierten Pop-Kultur von einer neuen Generation wiederentdeckt und der Begriff „Tiki“ zur allgemeinen Bezeichnung Südsee-inspirierter Trivialkultur erweitert. Ab der Mitte der 1990er Jahre kam es, ausgehend von Kalifornien, zu einem „Tiki-Revival“, das sich auch auf Europa und Australien auswirkte.

## Geschichte
Tikis stellen zumeist aus Holz (z. B. Koa-Holz auf Hawai’i) geschnitzte, aber zum Teil auch aus Stein gefertigte Ahnen- oder Götterfiguren dar. Keineswegs handelt es sich dabei um Götzenfiguren, sondern um eine Art von „sakralen Gefäßen“, in die die Gottheiten erst durch Zeremonien und Rituale „hineingerufen“ werden mussten, um diese dann, nachdem sie ihre Aufgabe erfüllt hatten, wieder zu verlassen. Der Begriff kann auf den Marquesas-Inseln direkt nachgewiesen werden, kommt aber als Hei-Tiki auch bei den Māori in Neuseeland vor, wo er für die figurative Darstellung eines Embryos steht. Hei-Tiki werden häufig aus Pounamu (Greenstone, Neuseeland-Jade, Nephrit) geschnitzt und an einer Flachs-Schnur als Amulett um den Hals getragen.
Nach dem Zweiten Weltkrieg, in dem zahlreiche amerikanische und japanische Soldaten während der Kampfhandlungen in der Südsee mit der dortigen Kultur in Kontakt gekommen waren, fand der Begriff „Tiki“ Einlass in den westlichen Kulturkreis – zunächst vor allem an der Westküste der USA, später weltweit. Hier entwickelte er sich im Zuge einer allgemeinen Südsee- und Exotik-Mode zur Bezeichnung für alle Arten von „primitiven“ Götterfiguren, auch für Imitationen, die entweder nur für westliche Touristen angefertigt werden oder sogar von Künstlerhand im Westen in zum Teil sehr freier Nachahmung von Formen der Südseekunst entstehen. Begünstigt wurde die Übernahme von Tikis in die westliche Trivialkultur durch die moderne Kunst, als bereits Ende des 19. Jahrhunderts Künstler wie der Postimpressionist Paul Gauguin, Pablo Picasso, Georges Braque oder André Masson ihre „primitive Kunst der Urvölker“ entdeckten und in weiterer Folge mit avantgardistischen Tendenzen wie Dadaismus, Surrealismus und – im Falle der deutschen Künstler aus der Gruppe Die Brücke – mit Expressionismus in der Malerei und Skulptur zum Primitivismus verschmolzen. Weltweit bekannt wurde der Begriff 1947 durch den norwegischen Anthropologen Thor Heyerdahl, der mit einer Floßfahrt von Ecuador zu den polynesischen Tuamotu-Inseln die Möglichkeit einer Besiedlung der Südsee von Südamerika aus beweisen wollte. Die literarische Verarbeitung der Expedition wurde unter dem Titel Kon-Tiki – ein Floß treibt über den Pazifik ein weltweiter Bestseller.

## Musik
Auch in der Musik gibt es komplementäre Ansätze, die sich als Polynesian Pop einordnen lassen wie z. B. hawaiische Hapa Haole Songs, Hawaiian Novelties, Tamouré und Exotica.

### Hapa Haole
Schon Anfang des 20. Jahrhunderts begannen hawaiische Musiker viele ihrer Songs halb auf Englisch und halb auf Hawaiisch zu schreiben (Hapa Haole) um auch international mehr Erfolg zu haben. Dieser Stil wurde auf der ganzen Welt populär und hat auch viele Nicht-Hawaiier auf der ganzen Welt inspiriert, diese Musik zu spielen (wie Felix Mendelson in England, die Hula Hawaiians in der Schweiz oder Frank Baum in Deutschland; auch Gruppen, wie das Hula Hawaiian Quartett, die Hilo Hawaiians, die Kilima Hawaiians).

### Hawaiian Novelty
Hawaii war Traumziel schlechthin für jeden US-Amerikaner in den 1950er Jahren und Projektion für das wieder gefundene Paradies auf Erden. So entstand eine wahre Flut an Aufnahmen im sogenannten Stil der Hawaiian Novelty, bei denen man die damals populären Musikstile wie z. B. Rock ’n’ Roll mit Hawaii-Elementen kombinierte. Unzählige Künstler aus den Bereichen Western Swing, Hillbilly, Country, Rockabilly, R’n’B, Rock ’n’ Roll, Pop, Jazz, Latin, ließen sich von der Südsee inspirieren.
Beispiele sind:
- Western Swing: Bob Wills – Hula Lou
- Country: Moon Mullican – Honolulu Rock-A Roll-A
- Rockabilly: Buddy Knox – Hula Love
- R’n’B: Connie Russell – Ayuh Ayuh
- Rock’n’Roll: Elvis Presley – Rock A Hula Baby
- Pop: Annette Funicello – Pineapple Princess
- Jazz: Ella Fitzgerald – Hawaiian War Chant
- Latin: Pérez Prado – Hawaiian War Chant

Auch Jimmie Rodgers (Everybody Does It in Hawaii) oder Jerry Byrd, der berühmt für seinen Hawaiian-Novelty-Sound war, nahmen Titel im Novelty-Stil auf. Schon vor den 1950er Jahren gab es eine Flut an Hawaiian-Musikern und Hawaiian-Bands.

### Tamouré
Das traditionelle „Vini-Vini“ aus Tahiti wurde in Neueinspielungen weltweit zu Hits und löste Anfang der 1960er Jahre weltweit eine Begeisterung für den Tanz Tamouré und dessen Rhythmen aus Tahiti aus. Deutsche Versionen stammten von den Tahiti-Tamourés, Wyn Hoop und Jane Swärd (die DDR-Fassung), italienische von Betty Curtis, solche aus den USA von Bill Justis, Don Costa und Arthur Lyman, holländische von den Kilima Hawaiians und Ria Valk, tahitianische Versionen gibt es unter anderem von Les Kaveka, Charlie Mauu & Roche’s Tahitians und Terorotua And His Tahitians.

### Exotica
Auch die Exotica-Musik ist in diesem Zusammenhang zu nennen, enthält aber mehr Elemente karibischer als polynesischer Musik.